# 大将站
大将站（韓語：대장역）是朝鮮民主主義人民共和國平安北道宁边郡的一個鐵路車站，属于青年八院线。

## 邻近车站
青年八院线
八院青年站 - 大将站 - 新龙站